# Patrick Noguera
Pas d'image ? Cliquez ici

a Compétitions nationales et continentales officielles uniquement.

b Matchs officiels uniquement.
Patrick Noguera, né le 29 septembre 1971, est un joueur et entraîneur français de rugby à XIII dans les années 1990 et 2000. Il occupe le poste d'ailier.
Il joue la majeure partie de sa carrière au sein du club de Pia et dispute avec celui-ci deux finales perdues de la Coupe de France en 2002 et 2003. Fort de ses performances en club, Patrick Noguera dispute deux rencontres officielles avec l'équipe de France lors de la saison 2011 en prenant part à la tournée de 2001.
Après sa carrière, il devient entraîneur et officie notamment au sein de l'équipe réserve des Dragons Catalans, le Saint-Estève XIII Catalan.

## Palmarès
- Collectif :
  - Finaliste de la Coupe de France : 2002 et 2003 (Pia).

### Détails en sélection
| 4. | 26 juin 2001   | Irlande | 56-16 | Test-match | Ailier | - | - | - | - |
| 4. | 3 juillet 2001 | Écosse  | 20-42 | Test-match | Ailier | - | - | - | - |